# حساسية لدغ البعوض

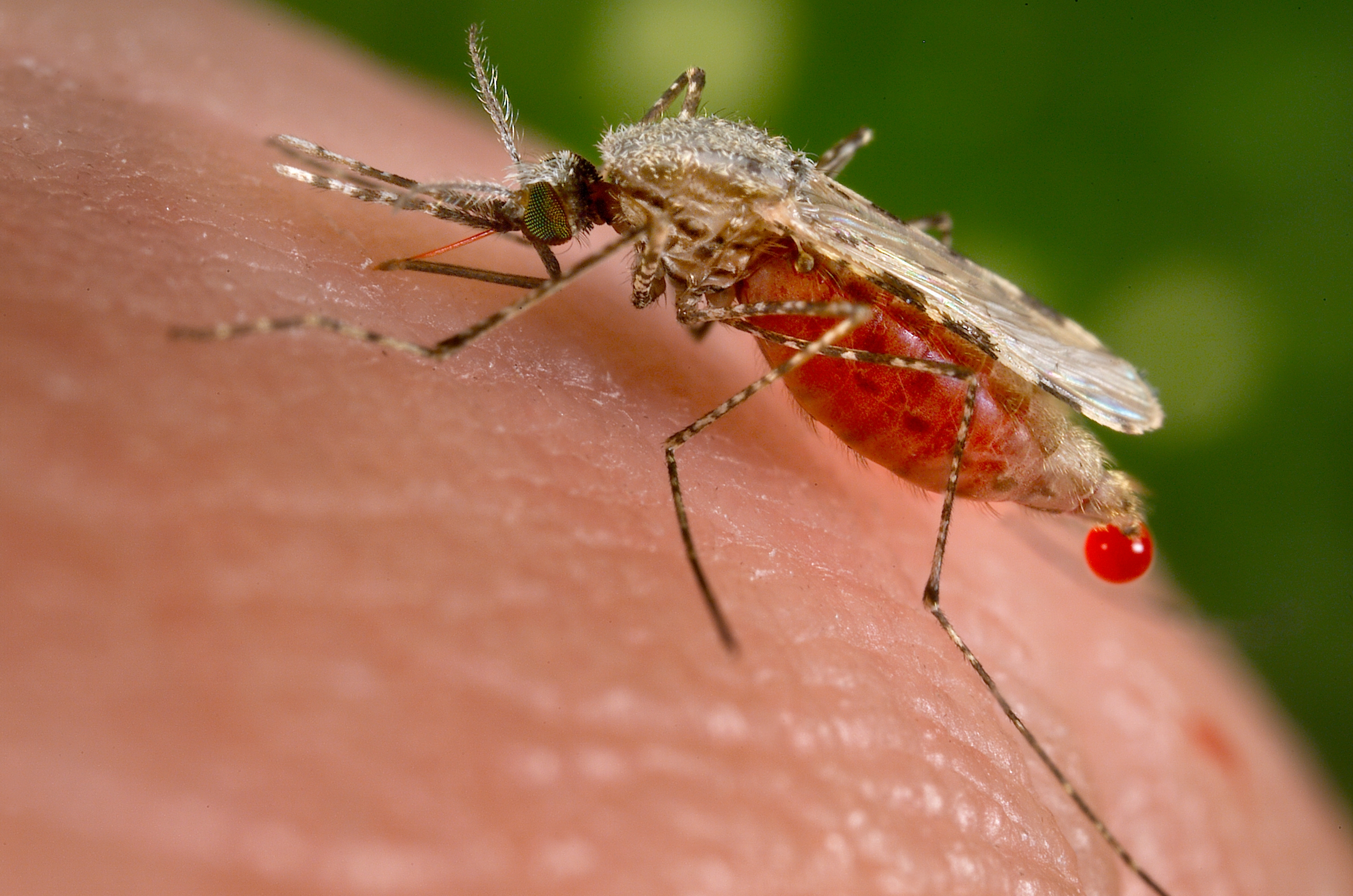

حساسية لدغ البعوض تفاعلات مفرطة متفاوتة الشدة بفعل لدغات البعوض. لا تنتج عن أي سم أو ممرض في اللعاب تحقنه البعوضة عند مص الدم. إنما هي من جراء تفاعلات فرط الحساسية الناتجة عن البروتينات المسببة للحساسية وغير السامة الموجودة في لعاب البعوض.
تصنف حساسية لدغ البعوض بشكل غير رسمي إلى:
1. متلازمة سكيتر: تحدث فيها تفاعلات جلدية موضعية شديدة، وقد يعاني المريض أحيانًا من حمى منخفضة الدرجة.
2. استجابة جهازية تتضمن الحمى الشديدة واعتلال العقد اللمفية والآلام البطنية و/ أو الإسهال، وقد تصل لتفاعلات مهددة للحياة في حالات نادرة.
3. استجابة شديدة وفي معظم الأحيان جهازية، تحدث لدى الأفراد الذين يعانون من أمراض التكاثر اللمفاوي المرافقة لفيروس إبشتاين بار أو من أورام لمفاوية خبيثة سلبية لفيروس إبشتاين بار أو من حالة مؤهبة أخرى كالتهاب النسيج الخلوي اليوزيني أو ابيضاض الدم اللمفاوي المزمن مثلًا.[2]

يشيع استخدام مصطلح الشرى الحطاطي للتعبير عن الشرى المنتشر استجابةً للدغات البعوض. يصنف الشرى الحطاطي كأحد أعراض حساسية لدغة البعوض، وخاصةً الأنماط المرتبطة بالتهاب النسيج الخلوي اليوزيني.
ينتمي البعوض لرتبة ذوات الجناحين ورتيبة خيطيات القرن وفصيلة البعوضيات. يوجد أكثر من 3500 نوع مختلف من البعوض مع انتشار جنس الزاعجات والبعوضات في أمريكا الشمالية. يعتقد أن أي نوع مسبب لاستجابة عادية لدى البشر قادر على إحداث حساسية. بالإضافة إلى البعوض، تتضمن رتبة ذوات الجناحين أنواع أخرى عديدة من الحشرات اللادغة كالقمعيات (ومنها الذباب الرملي) والناموس. قد تسبب لدغات الحشرات الأخيرة -وربما بعض الحشرات الأخرى- استجابة مشابهة ميكانيكيًا وسريريًا لتلك التي تظهر نتيجةً للدغات البعوض.
تحدث حساسية لدغات البعوض في الأماكن التي تشيع فيها لدغات الحشرات. ولهذا، تشيع هذه الحالة –مع اضطرابات الحساسية الأخرى- في المناخ الاستوائي والمناطق المتخلفة التي يسيطر عليها الفقر والقذارة و/ أو عدم الوعي بهذه الأمراض، والمناطق الحضرية التي تعاني من عدم المساواة الاجتماعية وجنوح الأحداث والعنف. يعني ذلك أن الظروف الثقافية والاجتماعية والاقتصادية تلعب دور حاسم في تسهيل تطور الحساسية وتساهم في انتشارها.

## الاستجابة العادية

### مجيء الحالة
يتطور في الاستجابة النموذجية على لدغات البعوض انتبارات حاكة قد تحتوي على نقطة حمراء مركزية محاطة باحمرار مبقع. تحدث هذه الاستجابة المباشرة خلال أول 20 دقيقة بعد اللدغة. في غضون ساعات من اللدغة، تبدأ الاستجابة المتأخرة بالتطور ليتحول الانتبار إلى حطاطة تزول خلال الأيام أو الأسابيع القليلة التالية. ومع ذلك، يختلف مقدار استجابة الأفراد لهذه اللدغات بشكل عام. لا يسبب لدغ البعوض لأول مرة أي تفاعل جلدي، ولكنه يؤدي لتطوير أجسام المضادة و/ أو خلايا لمفاوية موجهة ضد العوامل المسببة للحساسية في لعاب البعوض. ولهذا، يصبح هؤلاء الأفراد حساسين ومتفاعلين مع لدغات البعوض اللاحقة. يصبح الفرد في الحالة الطبيعية أقل حساسية أو غير حساس تمامًا بعد تكرر اللدغات لعدة مرات بسبب آلية إزالة التحسس التي يلجأ الجسم إليها في مثل هذه الحالات. نتيجةً لذلك، يوجد 5 مراحل لهذه العملية مقسمة اعتمادًا على عدد حالات التعرض السابقة ومستويات التحسس ونزع التحسس تجاه هذه اللدغات. تتضمن المراحل الخمس التي قد يمر بها الفرد استجابةً للدغات البعوض المتكررة ما يلي:
- المرحلة الأولى: تضم الأفراد الذين لم يتعرضوا للدغ سابقًا. لا يبدي هؤلاء الأفراد أي استجابة فورية أو متأخرة.
- المرحلة الثانية: هي الفترة الوجيزة التالية للتعرض الأول. يصبح فيها الأفراد حساسين جزئيًا، ولهذا يعانون من استجابة متأخرة فقط.
- المرحلة الثالثة: هي الفترة التالية للتعرض المتكرر. يصبح الأفراد فيها حساسين تمامًا، ولهذا يعانون من استجابة فورية تليها استجابة متأخرة.
- المرحلة الرابعة: بعد أكثر من 2- 20 سنة من التعرض المتكرر، يصبح الأفراد غير حساسين ولكن بشكل جزئي، ولهذا يعانون من استجابة فورية فقط.
- المرحلة الخامسة: يصبح الأفراد غير حساسين تمامًا بعد التعرض المتكرر، ولهذا لا يظهرون أي استجابة.

أجريت دراسة ضمت 41 بالغ كندي تعرضوا فيها بشكل تجريبي للدغات البعوض. لم يظهر 11 فرد منهم أي استجابة، بينما أظهر 23 فرد منهم استجابة فورية متبوعة باستجابة متأخرة، وعانى 6 أفراد منهم من استجابة فورية فقط، بينما لم يعاني سوى فرد واحد من استجابة متأخرة وحيدة. بشكل عام، يعاني 70-90% من الأفراد من استجابة فورية، بينما يعاني 55- 65% من استجابة متأخرة.
يختلف الأفراد أيضًا في شدة استجابتهم للدغات البعوض. يعاني معظم الأفراد من استجابة بسيطة يتطور إثرها انتبار يقيس 2- 10 مم (0.1-0.4 بوصة) إلى حطاطة بحجم مماثل تزول خلال عدة أيام. يعاني نحو 2.5% من الأفراد (بناءً على تقارير ذاتية) من استجابة هامة يتطور على إثرها انتبار يزيد قطره عن 10 مم وقد يتجاوز 3 سم (أي نحو 1.2 بوصة)، ليتحول بعدها إلى آفة واسعة النطاق ملونة بالأسود والأزرق نتيجة حدوث نزف تحت الجلد و/ أو تبثر و/ أو تنخر. قد تكون الاستجابة الأخيرة مؤلمة للغاية، ويعتقد أنها تحدث نتيجة تفاعل آرثوس.

### الفيزيولوجيا المرضية
يحتوي لعاب البعوض على أكثر من 30 بروتين متهم بإحداثه للحساسية. اكتشف أكثر من 11 من هؤلاء في لعاب بعوضة الحمى الصفراء. سميت أربعة من هذه البروتينات باسم بروتين الحمى الصفراء 1 (آبيراز) وبروتين الحمى الصفراء 2 (بروتين خاص بالإناث- د7) وبروتين الحمى الصفراء 3 (كنوع بروتيني غير معرف لغاية الآن). عالج الباحثون هذه البروتينات الأربعة ليصنعوا بروتينات معادة التركيب. سببت هذه البروتينات المصنعة تفاعلات جلدية فورية ومتأخرة عند حقنها بأجساد متطوعين متعرضين سابقًا للدغات البعوض. تؤدي البروتينات الموجودة في لعاب أي بعوضة إلى التفاعلات التالية لدى من يتعرضون للدغ لأول مرة: أ) صنع الغلوبيولينات المناعية ج و هـ لتربط البروتينات وتحفز تكوينها، ب) تطوير خلايا تائية (نوع من الخلايا اللمفاوية) تتفاعل ضد أجزاء من البروتينات المحرضة الموجودة على سطح الخلايا في موقع اللدغة (اقرأ عن تجلية المستضد). تشارك الغلوبيولينات المناعية آنفة الذكر في الاستجابة الجلدية الفورية والمتأخرة، بينما تشارك الخلايا التائية في الاستجابة الجلدية المتأخرة. يربط الغلوبيولين المناعي المكتسب من النوع هـ بروتينات لعاب البعوض، ثم يحرض خلايا أنسجة الجلد -كالخلايا البدينة- على إطلاق وسيطين على الأقل -هما الهيستامين واللوكوترين سي 4. يساهم الوسطاء في إحداث البثور والحكة وعناصر الاستجابة الفورية الأخرى. يمثل هذا الجزء من الاستجابة الفورية الشكل التقليدي للنمط الأول من تفاعلات فرط الحساسية. يقوم الغلوبيولين المناعي المكتسب من النوع ج بربط بروتينات لعاب البعوض ليشكل النمط الثالث من تفاعلات فرط الحساسية –النمط المحرض بالمعقدات المناعية. يجند هذا النمط كريات الدم البيضاء -بما في ذلك الخلايا التائية- في منطقة اللدغة. يعتقد البعض أن هذه الاستجابة ضرورية لتطوير المرحلة المبكرة من الاستجابة المتأخرة. تتوسط الخلايا التائية الموجودة في منطقة اللدغة التفاعل المتأخر الكامل. يمثل التفاعل الكامل المتأخر النمط الرابع من تفاعلات فرط حساسية.